# HOFX
HOFX is een 12"-ep van de Amerikaanse punkband NOFX, uitgegeven door Fat Wreck Chords op 19 juni 1995. Het album bevat twee nummers uit de Punk in Drublic periode. Allebei de nummers kwamen later op het verzamelalbum 45 or 46 Songs That Weren't Good Enough to Go on Our Other Records.
Er verschenen 8300 exemplaren van de ep.
Op de albumcover staat een foto van de band met Don Ho in Hawaï.

## Tracklist
1. "We Ain't Shit"
2. "Drugs Are Good"